# 鲸鱼座94b
鲸鱼座94b（也被称为鲸鱼座94Ab，以区别于该系统中的红矮星伴星鲸鱼座94B）是一颗位于鲸鱼座的系外行星，其母星为鲸鱼座94。该行星的轨道周期为1.2年。2000年8月7日，迈克尔·梅耶所领导的团队发现了该行星。